# Herdecke
Herdecke település Németországban, azon belül Észak-Rajna-Vesztfália tartományban. Lakosainak száma 22 665 fő (2023. december 31.). Herdecke Dortmund, Witten és Wetter (Ruhr) községekkel határos.

## Népesség
A település népességének változása:
| Lakosok száma | 22 572 | 22 818 | 22 836 | 22 733 | 22 689 | 22 758 | 22 665 |
|               | 1975   | 2015   | 2017   | 2019   | 2021   | 2022   | 2023   |

## Híres szülöttjei
- Lukas Klostermann utánpótlás-válogatott labdarúgó
- Robin Urban labdarúgó